# Starčevica
Starčevica (in serbo Старчевица?) è un quartiere e una comunità locale di Banja Luka, Republika Srpska, Bosnia ed Erzegovina.
Si trova sulla riva destra del fiume Vrbas, a sud-est del centro della città.

## Quartiere
Starčevica ottenne lo status di comunità locale il 27 aprile 1978, quando divenne ufficialmente parte della città. Oggi è una delle comunità locali più grandi della città di Banja Luka, con una popolazione stimata di circa 13.000 abitanti. Come ogni altra comunità locale di Banja Luka, Starčevica ha un Consiglio della Comunità Locale, eletto da 15.123 persone e composto da 11 membri alle elezioni locali del 2017. Tutti i membri del Consiglio appartengono all'Alleanza dei Socialdemocratici Indipendenti.
Starčevica è costituita nel 2006 dall'Assemblea comunale di Banja Luka e il territorio della comunità locale ha le strade: Vojvode Stepe Stepanovića (numeri: 89-199 e 62-146), Koste Jarića, Miloša Dujića, Danila Perovića, dr Vojislava Đede Kecmanovića, Josifa Pančića, Vaclava Havleka Vene, Milovana Hrvaćanina, Rajka Bosnića, Save Ljuboje, Kosovke djevojke, Sime Miljuša, Slobodana Dubočanina (ex VIII prigradski put), Tuzlanska (numeri: 1-23 e 2-48), Srpskih ustanika, Ognjena Price, Jovana Jančića, Jug Bogdana, Stevana Bulajića (dai numeri civici 43 e 122 fino alla fine), Starog Vujadina, Cerska, Majke Jugovića (numeri: 1-21), Milice Stojadinović Srpkinje, Srpskih dobrovoljaca, Visokih Dečana, Manastira Gračanice, Studenička, Saničkih žetelaca e Stevana Prvovjenčanog. Starčevica confina con le comunità locali Ada, Borik 1, Centar 1, Obilićevo 1, Obilićevo 2, Srpske Toplice e Debeljaci.
A causa di numerosi problemi amministrativi, Starčevica tende ad ottenere lo status di comune cittadino per risolvere i suoi problemi, visibili nell'istruzione (a Starčevica c'è una sola scuola) e in altri ambiti. Come ha osservato l'ex presidente del Consiglio della Comunità Locale Đorđe Knežević, Starčevica non ha un mercato ortofrutticolo, una palestra, asili nido in numero sufficiente e solo la scuola ha molti più studenti del dovuto. L'aumento demografico rappresenta un problema anche per questo quartiere, a causa della mancanza di istituzioni locali che possano aiutare la popolazione.
La festa della comunità locale è la Natività di Maria (21 settembre secondo il calendario liturgico ortodosso orientale).

## Popolazione

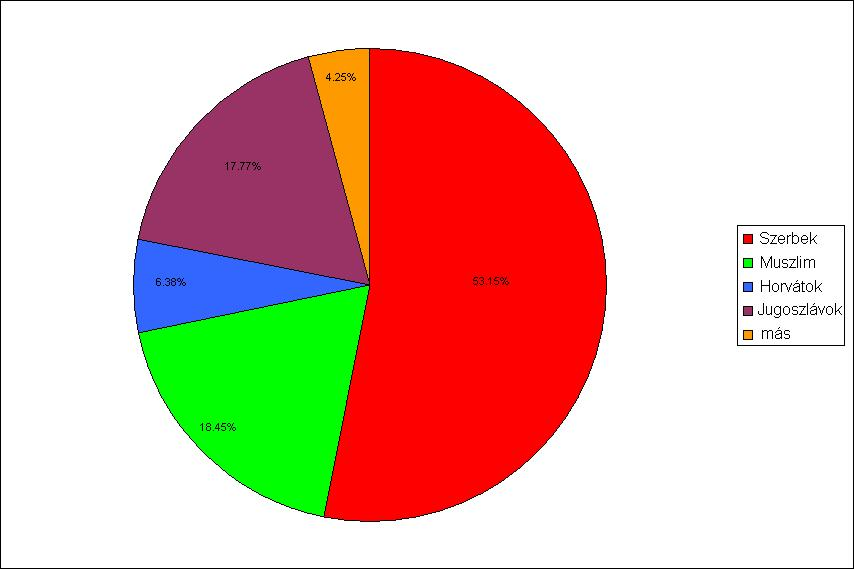
Popolazione al censimento del 2013

Secondo il censimento del 2013, Starčevica contava 13.738 abitanti, con la seguente composizione etnica:
- Serbi - 6,770
- Croati - 813
- Bosniaci/musulmani - 2,350
- Iugoslavi - 2,264
- Altri- 541